# El Aioun Sidi Mellouk
El Aioun Sidi Mellouk è una città del  Marocco, nella provincia di Taourirt, nella Regione Orientale. La città dista a 50 km nordest da Taourirt e a 59 km a sudest da Oujda.
La città è anche conosciuta come al-Ayun, al-Āyūn Sīdī Malluk, al-Ayun Sidi Malluk, al-Ayūn, El Aioun, al-ʿAyūn Sidi Mallūk.